# Risør
58°43′14″N 009°13′12″Ø / 58.72056°N 9.22000°Ø
Risør er en by og kommune i Agder fylke i Norge.
Den ligger ud til Skagerrak og grænser i sydvest til Tvedestrand, i nordvest til Vegårshei og Gjerstad og i nordøst til Kragerø.
Navnet Risør kommer af Risø, en ø udenfor byen som er bevokset med krat (ris). Det gamle stednavn Øster-Riisøer blev benyttet helt frem til 1905, da Risør blev den officielle skrivemåde. Byen kaldes også populært Den hvide by ved Skagerrak og har ægte sørlandskarakter med en af Europas bedst bevarede træhusbebyggelser. Byen har storslåede patriciergårde med facader mod havneområdet.

## Geografi og natur
Det meste af den gamle Søndeled kommune (Nu Risør kommune) er præget af et stærkt kuperet terræn med skovdækkede åse og klippeknolde. Kommunen har tre store fjorde, Nordfjorden, Sørfjorden og Sandnesfjorden, der markerer sig i landskabet. Inderst i Søndeledfjorden ligger byen Søndeled, hvor vassdraget Gjerstadvassdraget munder ud. Gjerstadvassdraget strækker sig ind i Vestfold og Telemark. Det har sine fjerneste kilder på Solhornfjell. Længden er 49,0 km regnet fra kilderne på Solhomfjell i Telemark. der drives tre kraftværkermi Gjerstadvassdraget, Værket fra 1917, Stifoss fra 1939 og Søndeled fra 1956. Vassdraget blev i 1973 fredet mod videre kraftudbygging.i
Risør ligger lunt bag beskyttende holme og skær nogle stenkast fra det åbne hav på halvøen mellem de to fjorde.

## Geologi
Geologisk tilhører denne del af Agder Bamblefeltet i det svekonorvegiske grundfjeldsskjold, og består af to geologiske hoved-formationer af proterozoiske bjergarter som er dannet under de gotiske og senere svensknorske  fjeldfoldninger. Et underlag af 1 600 - 1 450 millioner år gammel skifer, metamorfe bjergarter, og ovenpå disse sure overfladestrukturer af magmatiske bjergarter (henholdsvis 1 250 - 1 000 millioner år gammelt, og stedvis 1 550 - 1 480 millioner år gammelt). De yngste svekonorvegiske dannelser bevidnes af større formationer af granit. Der er også lag af gabbro og diorit. Forkastningene går i sydvest-nordøst retning.

## Kommunens bygder
Akland ligger fire km syd for den tidligere kommune Søndeled, 13 km nord for Risør. Der er en kro og benzinstation i Akland.
Randvik er en forholdsvis ny bygd, da boligerne overvejende er bygget efter 1960. Randvik ligger i Ytre Søndeled, og bliver i dag regnet som en del af Risør. I Randvik er der børneskole og ungdomsskole. Der er også et idrætsområde med kunstgræs, græsbane og en idrætshal. Randvik har også sin egen nærbutik.
Søndeled ligger længst inde i Søndeledfjorden. Søndeled skole blev i 2015 restaureret for 70 millioner kroner. Der er børnehave og SFO. I «Søndeledtunet» findes en nærbutik, to frisørsaloner, 2 tøjforretninger, blomsterbutik og café.

## Historie
Trælasthandelen i 1500- og 1600-tallet gav grundlag for bydannelsen med udgangspunkt i ladeplads ved udløbet af elvene fra skovdistrikterne. Da Kristiansand blev grundlagt fik Risørs borgere ordre om at flytte dertil, men henstillingen blev ikke fulgt. I begyndelsen af 1700-tallet havde Risør større toldindtægter end Kristiansand. Dette førte til, at byen i 1723 fik købstadsrettigheder under navnet Øster-Risør. I krigstiden 1808–1814 havde byen en livlig kaperfart.
I 1800-tallet var et betydelig antal sejlskibe hjemmehørende i Risør, men ved overgangen til dampskibe gik den registrerede tonnage stærkt tilbage.
I den store bybrand i 1861 forsvandt hele 248 bygninger, mens det lykkedes befolkningen at redde 81 bygninger i områderne omkring Vollen, Kamperhaug og Tangen. Bybranden kom på et «gunstigt» tidspunkt, mens skibsfarten var inde i en guldalder, folk havde forsikringer og økonomi til at bygge nye standsmæssige huse. Der er ikke forandret meget i Risør centrum efter 1870-erne.

### Kirker
- Risør kirke er en korskirke som blev opført i 1647, da folk fandt turen ind til Søndeled kirke lang og besværlig. Tømmerbygningen blev malet i 1720-erne. Taget er tækket med glaserede blå teglsten. Alterbilledet er malet af en Rubens-elev og var bestemt for en kirke i Riga, men blev skænket til kirken i 1667 efter et skibsforlis på vejen . Rammen rundt om alterbilledet og prædikestolen er fra 1674.
- Søndeled kirke ligger ca. 20 km fra Risør centrum. Den enkle stenkirke er opført i 1150, udvidet 1768 og restaureret 1924. Kirken har med sin placering inderst i fjorden gennem tiderne været et centralt landemærke.
- Frydendal kirke (Tidligere Ytre Søndeled kirke) er bygget i 1879 Det er en langkirke, med to tårne. Indtil til 1. januar 2006 var Ytre Søndeled en selvstændig menighed (Ytre Søndeled menighed, men fra 2006 blev Ytre Søndeled og Risør menighed slået sammen til den nye Risør menighed.
- Risør frikirke er en af Norges ældste frikirker. Frikirken ligger i Kragsgata, ved siden af "Risørhuset".
- Søndeled frikirke i Akland og blev indviet i 1976.
- Risør baptistkirke er fra 1884, mens menigheden blev stiftet i 1867. Baptistkirken Risør og Søndeled er det eneste trosamfund uden for Den Norske kirke og Frikirken. Den ligger midt i Risør, i enden af Storgata.

## Sommerfestivaler
Risør har flere sommerfestivaler.
- Kammermusikfesten – i slutningen af juni.
- Dragefestival – afholdes på Stangholmen.
- Villvin kunsthåndværkermarked – anden weekend i juli.
- Træbådsfestival – første weekend i august. Til denne festival kommer normalt omkring 30.000 besøgende, og havnen bliver fyldt af træbåde.

## Seværdigheder

### Risør
Risør er en af Norges bedst bevarede træhusbebyggelser. Byen er kendt som Den Hvidte By ved Skagerrak fordi træhusene i bymidten hvidmalede.

### Risør Akvarium
Risør Akvarium er Sørlandets eneste saltvandsakvarium med fisk og skaldyr i Skagerrak.
Randvik har meget natur, med skov, lynghede, hav og strand. Randvik har to badestrande: Østre og Vestre Randvikstranda. Det er mange fiskepladser, som på Ytre Randvik. Der går stier fra Randvik til Risør (Flisvika) og til Åmland (Fransåsen).

### Risørflekken
Over byen ligger Risørflekken, som er en hvidkalket fjeldknold 45 m over havnen og kan ses 12 nautiske mil (22 km) til havs. Risørflekken bruges fortsat som sømærke og kalkes jævnlig. Kalkningen begyndte omkring 1641. Man mener at det var det hollandske sømænd som først begyndte at kalke Risørflekken.

### Stangholmen
Ud for Risør på øen holmen Stangholm ligger Stangholmen fyr, opført 1855. Fyret er nu elektrificeret og ubemandet. Fyret er fredet efter lov om kulturminner. Bygningerne rummer i dag en sommerrestaurant.

## Personer fra Risør og Søndeled
- Henrik Carstensen († 1835), eidsvollsmand
- Dikken Zwilgmeyer († 1913), børnebogforfatter
- Tallak Lindstøl († 1925), politiker, stortingsmand
- Nikolai Prebensen († 1938), politiker (Høyre) og diplomat
- Finn Lützow-Holm († 1950), marineofficer og flypioner
- S. H. Finne-Grønn († 1953), museumsdirektør/Oslo bymuseum
- Johan Ulstrup († 1956), marineofficer og krigshelt
- Alfred Seland († 1960), billedhugger
- Aksel Sandemose († 1965), norsk-dansk forfatter
- Axel W. Prebensen († 1974), marineofficer og krigshelt
- Torolv Solheim († 1995), lektor og politiker (SF)
- Aslaug Odnes († 2003), billedkunstner[2]
- Finn Hødnebø, lingvist, medlem af Det Norske Videnskaps-Akademi († 2007)
- Victor D. Norman (1946-), politiker, regeringsmedlem
- Knut Henning Thygesen (1953-), Norges første ordfører fra partiet RV/Rødt
- Hans Fredrik Jacobsen (1954-), folkemusiker[3]
- Erik Mykland (1971-)